# Aulotarache plumbeogrisea
Aulotarache plumbeogrisea là một loài bướm đêm trong họ Noctuidae.